# Ann Codee

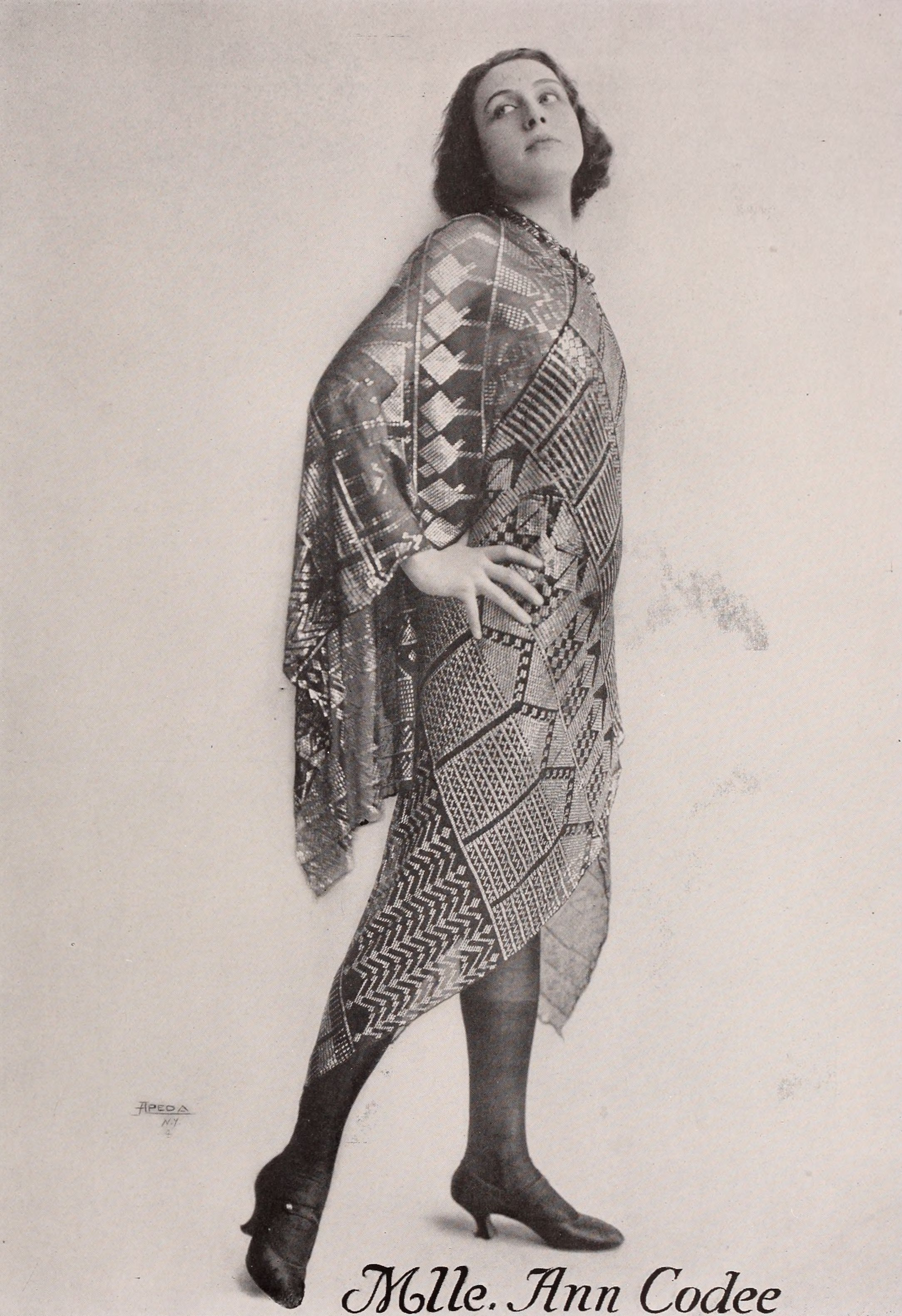
Ann Codee (1924)

Ann Codee (* 5. März 1890 in Antwerpen als Anna Marie Vannuefflin; † 18. Mai 1961 in Hollywood, Kalifornien) war eine belgisch-US-amerikanische Schauspielerin.

## Leben
Ann Codee wurde 1890 in Antwerpen als Tochter von Zirkuskünstlern geboren. Sie selbst trat schon früh selbst im Zirkus auf und später mit ihren Schwestern im Folies Bergère in Paris. Zu einem unbekannten Zeitpunkt zog sie in die Vereinigten Staaten. Im April 1911 heiratete sie den US-amerikanischen Schauspieler Frank Orth, mit dem sie bis zu ihrem Tod 50 Jahre später verheiratet blieb und zwei Kinder hatte. In den USA trat sie auch unter dem Künstlernamen Anna Cody auf. Gemeinsam tourten Codee und ihr Ehemann als Comedy-Act Codee and Orth über die amerikanischen Vaudeville-Bühnen.
Gegen Ende der 1920er-Jahre, mit Beginn der Tonfilmzeit, begann Codee in ersten Filmen aufzutreten. Mit ihrem Ehemann drehte sie dabei mehrere Kurzfilm-Komödien. Ab der zweiten Hälfte der 1930er-Jahre etablierte sie sich in Hollywood als Charakterdarsteller in Nebenrollen. Mit ihrem belgischen Hintergrund verkörperte Codee vor allem französische Figuren, etwa in Die Peitsche der Pampas, Badende Venus, Unterbrochene Melodie oder Rivalen, aber zum Beispiel auch eine gälisch sprechende Frau im Horrorfilm The Mummy's Curse. Oft waren ihre Figuren Gesellschaftsdamen, Hausmädchen, Dienstmädchen, ältere Verwandte und Gouvernanten. Ihren letzter Film war 1960 der in Paris spielende Musicalfilm Can-Can, in dem sie eine im Abspann ungenannte Rolle hatte. Insgesamt umfasst ihr filmisches Schaffen bis 1960 über 85 Kinofilme und rund ein Dutzend Fernsehproduktionen.
Codee erlag im Mai 1961 im Alter von 71 Jahren einem Herzinfarkt und wurde auf dem Forest Lawn Memorial Park in Hollywood Hills beigesetzt. Als Frank Orth zehn Monate nach ihr starb, wurde er neben ihr beigesetzt.

## Filmografie (Auswahl)
- 1928: 42nd Street (Kurzfilm)
- 1931: Sleepy Head
- 1935: Die Peitsche der Pampas (Under the Pampas Moon)
- 1937: Fit for a King
- 1937: Hoheit flirtet (Thin Ice)
- 1938: Jezebel – Die boshafte Lady (Jezebel)
- 1939: Die wilden Zwanziger (The Roaring Twenties)
- 1939: Charlie Chan in City in Darkness
- 1940: Überfall auf die Olive Branch (Captain Caution)
- 1940: Arise, My Love
- 1941: Komm, bleib bei mir (Come Live with Me)
- 1941: Charlie Chan in Rio
- 1942: Die Frau, von der man spricht (Woman of the Year)
- 1942: Reunion in France
- 1944: Shine on Harvest Moon
- 1944: Das Leben der Mrs. Skeffington (Mr. Skeffington)
- 1944: Badende Venus (Bathing Beauty)
- 1944: The Mummy’s Curse
- 1945: Tonight and Every Night
- 1945: Hangover Square
- 1945: Urlaub für die Liebe (The Clock)
- 1945: Eine Lady mit Vergangenheit (Kitty)
- 1945: Die Liebe unseres Lebens (This Love of Ours)
- 1946: Ball in der Botschaft (Holiday in Mexico)
- 1946: Bis die Wolken vorüberzieh’n (Till the Clouds Roll By)
- 1947: Eine brennende Liebe (The Other Love)
- 1947: Angelockt (Lured)
- 1947: Tanz ohne Ende (The Unfinished Dance)
- 1947: Tycoon
- 1949: Kuß um Mitternacht (That Midnight Kiss)
- 1950: So ein Pechvogel (When Willie Comes Marching Home)
- 1950: Die schwarze Lawine (The Secret Fury)
- 1950: Under My Skin
- 1951: Go for Broke!
- 1951: An der Riviera (On the Riviera)
- 1951: Hübsch, jung und verliebt (Rich, Young and Pretty)
- 1951: Ein Amerikaner in Paris (An American in Paris)
- 1951: Polizeirevier 21 (Detective Story)
- 1951: Spielschulden (The Lady Pays Off)
- 1952: What Price Glory
- 1952: Im Banne des Teufels (The Iron Mistress)
- 1953: Die Tränen des Clowns (The Clown)
- 1953: Kampf der Welten (The War of the Worlds)
- 1953: Die Wasserprinzessin (Dangerous When Wet)
- 1953: Küß mich, Kätchen! (Kiss Me Kate)
- 1954: Damals in Paris (The Last Time I Saw Paris)
- 1954: Drei Matrosen in Paris (So This Is Paris)
- 1955: Unterbrochene Melodie (Interrupted Melody)
- 1955: Daddy Langbein (Daddy Long Legs)
- 1955: Alfred Hitchcock präsentiert (Alfred Hitchcock Presents, Fernsehserie, 1 Folge)
- 1957: Zwischen Madrid und Paris (The Sun Also Rises)
- 1958: Die jungen Löwen (The Young Lions)
- 1958: Rivalen (Kings Go Forth)
- 1958: Yancy Derringer (Fernsehserie)
- 1959: Über den Gassen von Nizza (The Man Who Understood Women)
- 1960: Can-Can
- 1960: New Orleans, Bourbon Street (Bourbon Street Beat, Fernsehserie, 1 Folge)
- 1960: Stunde der Entscheidung (Markham, Fernsehserie, 1 Folge)